# スティーブン・フルトン
スティーブン・フルトン（Stephen Fulton、1994年7月17日 - ）は、アメリカ合衆国のプロボクサー。ペンシルベニア州フィラデルフィア出身。現WBC世界フェザー級王者。元WBC・WBO世界スーパーバンタム級統一王者。世界2階級制覇王者。

## 来歴
12歳のときに地元フィラデルフィアのジェームズ・シュラー・ボクシングジムでボクシングを始めた。

### アマチュア時代
2011年4月、ナショナル・ゴールデングローブにライトフライ級（49kg）で出場するが1回戦で敗退。
2012年2月、全米選手権にライトフライ級（49kg）で出場し準決勝で敗退。同年4月、ナショナル・ゴールデングローブにフライ級（52kg）で出場し2回戦で敗退。
2013年4月、全米選手権にバンタム級（56kg）で出場し決勝で敗退。同年5月、ナショナル・ゴールデングローブにフライ級（52kg）で出場し優勝。
2014年1月、全米選手権にバンタム級（56kg）で出場し1回戦で敗退。同年5月、ナショナル・ゴールデングローブにバンタム級で出場しルーベン・ヴィラに準決勝で敗退した。
アマチュアの戦績は75勝15敗。

### プロ時代

#### スーパーバンタム級
2014年10月4日、プロデビュー戦を2回TKO勝ち。
2019年5月11日、IBO世界スーパーバンタム級王者パウルス・アムブンダ（ナミビア）に3-0の判定勝ちを収め王座を獲得した。
2020年1月25日、ニューヨークのバークレイズ・センターでWBO世界スーパーバンタム級2位のアーノルド・ケガイ（ウクライナ）とWBOインターコンチネンタルスーパーバンタム級王座決定戦を行い、12回3-0の判定勝ち（117-111×2、116-112）を収めた。
2020年8月1日、コネチカット州アンカシヴィルのモヒガン・サン・アリーナで、WBO世界スーパーバンタム級王座決定戦を、同級2位のアンジェロ・レオと行う予定だったが、試合3日前にフルトンの新型コロナウィルス感染が判明して欠場になり、代わりに前座で出場する予定だったトレメイン・ウィリアムス（アメリカ）がレオと対戦し、レオが判定勝ちを収めて王者になった。フルトンは同級1位に据え置かれて2020年12月にレオに挑戦することが決まっていたが、今度はレオがコロナ陽性となり、試合は延期となった。
2021年1月23日、モヒガン・サン・アリーナでWBO世界スーパーバンタム級王者アンジェロ・レオに挑戦し、12回3-0（119-109×2、118-110）の判定勝ちを収め王座獲得に成功した。
2021年9月7日、WBC世界スーパーバンタム級王者のブランドン・フィゲロアと2団体統一戦を11日後の9月18日に対戦する予定だったが、フィゲロアが新型コロナウイルスに感染したため延期になった。
2021年11月27日、延期されていたフィゲロアとの2団体統一戦がラスベガスのパークMGM内ドルビー・ライブで行われ、12回2-0（114-114、116-112×2）の判定勝ちを収め、WBC王座獲得及びWBO王座の初防衛に成功し2団体統一王者となった。
2022年6月4日、ミネソタ州ミネアポリスのミネアポリス・アーモリーにてWBO世界スーパーバンタム級1位の元WBAスーパー・IBF世界スーパーバンタム級王者ダニエル・ローマンと対戦し、12回3-0（120-108×2、119–109）の判定勝ちを収めWBC王座の初防衛、2度目のWBO王座防衛に成功した。
2023年3月6日、5月7日に横浜アリーナでWBC・WBO世界スーパーバンタム級1位で元バンタム級4団体統一王者の井上尚弥との防衛戦を行うことを発表した。しかし、井上が練習中に拳を痛めたことにより7月25日に延期され、会場も有明アリーナへと変更された。
2023年7月25日に有明アリーナにおいて、挑戦者の井上を相手にWBC・WBO世界スーパーバンタム級タイトルマッチを行い、8Rに井上の左ボディからの右ストレートで大きくぐらつくと、追撃の左フックで初のダウンを奪われ、立ち上がったところに猛攻を受けてレフェリーが試合をストップし、8回1分14秒TKO負けを喫し、WBC・WBO世界スーパーバンタム級王座から陥落するとともにプロ初の敗戦となった。また、ファイトマネーは井上、フルトン両者とも約5億円となった。

#### フェザー級
2024年9月14日、ラスベガスのT-モバイル・アリーナで行われたサウル・アルバレス対エドガー・ベルランガの前座でカルロス・カストロとWBAアメリカ大陸フェザー級王座決定戦を行い、10回2-1（94-95、96-93、95-94）の判定勝ちを収め王座を獲得した。尚当初は同年8月17日にフロリダ州オーランドのカリビ・ロイヤル・オーランドでロニー・リオスと対戦する予定だったが、この興行のメインイベントでカレブ・プラントと対戦する予定だったトレバー・マカンビーが負傷した為興行がアルバレス対ベルランガの前座にスライド・吸収された上、リオスが10月5日にリヴァプールのM&S・バンク・アリーナでWBA世界フェザー級王者ニック・ボールに挑戦することが決まった為、カストロに変更した上で行われた。
2025年2月1日、ラスベガスのT-モバイル・アリーナで行われたデビッド・ベナビデス対デビッド・モレルの前座でWBC世界フェザー級王者のブランドン・フィゲロアと約3年2ヶ月ぶりに再戦し、12回3-0（116-112×2、117-111）判定勝ちを収め王座獲得に成功、2階級制覇を果たした。

## 戦績
- アマチュアボクシング：90戦 75勝 15敗
- プロボクシング：24戦 23勝 (8KO) 1敗

| 戦           | 日付           | 勝敗 | 時間    | 内容    | 対戦相手                   | 国籍           | 備考                                                       |
| ------------ | -------------- | ---- | ------- | ------- | -------------------------- | -------------- | ---------------------------------------------------------- |
| 1            | 2014年10月4日  | ☆    | 2R      | TKO     | イサック・バジャー         | アメリカ合衆国 | プロデビュー戦                                             |
| 2            | 2014年11月20日 | ☆    | 4R      | 判定3-0 | ダーメン・ウッド           | アメリカ合衆国 |                                                            |
| 3            | 2014年12月5日  | ☆    | 4R      | 判定3-0 | ベンジャミン・ブルゴス     | アメリカ合衆国 |                                                            |
| 4            | 2015年1月31日  | ☆    | 6R      | 判定3-0 | エリック・ゴタイ           | ドミニカ共和国 |                                                            |
| 5            | 2015年4月25日  | ☆    | 3R 1:33 | KO      | ジャマル・パラム           | アメリカ合衆国 |                                                            |
| 6            | 2015年6月20日  | ☆    | 3R 終了 | KO      | パブロ・クプル             | メキシコ       |                                                            |
| 7            | 2015年9月15日  | ☆    | 6R      | 判定3-0 | サム・ロドリゲス           | アメリカ合衆国 |                                                            |
| 8            | 2015年12月29日 | ☆    | 4R      | 判定2-0 | ジョシュア・グリア         | アメリカ合衆国 |                                                            |
| 9            | 2016年4月19日  | ☆    | 4R 1:37 | TKO     | アダルベルト・ゾリラ       | プエルトリコ   |                                                            |
| 10           | 2016年7月2日   | ☆    | 3R 1:38 | TKO     | クリスティアン・レンテリア | メキシコ       |                                                            |
| 11           | 2017年4月4日   | ☆    | 8R      | 判定3-0 | ルイス・サウル・ロサリオ   | プエルトリコ   |                                                            |
| 12           | 2017年12月8日  | ☆    | 8R      | 判定2-0 | アダム・ロペス             | アメリカ合衆国 |                                                            |
| 13           | 2018年6月16日  | ☆    | 9R 1:54 | TKO     | ヘスス・アウマダ           | メキシコ       |                                                            |
| 14           | 2018年9月30日  | ☆    | 8R      | 判定3-0 | ヘルマン・メラス           | メキシコ       |                                                            |
| 15           | 2019年1月26日  | ☆    | 5R 1:54 | TKO     | マルロン・オレア           | コロンビア     |                                                            |
| 16           | 2019年5月11日  | ☆    | 12R     | 判定3-0 | パウルス・アムブンダ       | ナミビア       | IBO世界スーパーバンタム級タイトルマッチ                    |
| 17           | 2019年8月24日  | ☆    | 6R 1:26 | TKO     | イサック・アベラール       | メキシコ       |                                                            |
| 18           | 2020年1月25日  | ☆    | 12R     | 判定3-0 | アーノルド・ケガイ         | ウクライナ     | WBOインターコンチネンタルスーパーバンタム級王座決定戦      |
| 19           | 2021年1月23日  | ☆    | 12R     | 判定3-0 | アンジェロ・レオ           | アメリカ合衆国 | WBO世界スーパーバンタム級タイトルマッチ                    |
| 20           | 2021年11月27日 | ☆    | 12R     | 判定2-0 | ブランドン・フィゲロア     | アメリカ合衆国 | WBC・WBO世界スーパーバンタム級王座統一戦 WBC獲得・WBO防衛1 |
| 21           | 2022年6月24日  | ☆    | 12R     | 判定3-0 | ダニエル・ローマン         | アメリカ合衆国 | WBC防衛1・WBO防衛2                                         |
| 22           | 2023年7月25日  | ★    | 8R 1:14 | TKO     | 井上尚弥（大橋）           | 日本           | WBC・WBO陥落                                               |
| 23           | 2024年9月14日  | ☆    | 10R     | 判定2-1 | カルロス・カストロ         | アメリカ合衆国 | WBA米大陸フェザー級王座決定戦                              |
| 24           | 2025年2月1日   | ☆    | 12R     | 判定3-0 | ブランドン・フィゲロア     | アメリカ合衆国 | WBC世界フェザー級タイトルマッチ                            |
| 25           | 2025年 -月-日  | -    | -       | -       | オシャキー・フォスター     | アメリカ合衆国 | WBC世界スーパーフェザー級タイトルマッチ 試合前             |
| テンプレート |                |      |         |         |                            |                |                                                            |

## 獲得タイトル
- WBOインターコンチネンタルスーパーバンタム級王座
- WBO世界スーパーバンタム級王座（防衛2）
- WBC世界スーパーバンタム級王座（防衛1）
- IBO世界スーパーバンタム級王座
- WBAアメリカ大陸フェザー級王座
- WBC世界フェザー級王座（防衛0）